# マルセル・タビュトー
マルセル・タビュトー（Marcel Tabuteau、1887年 - 1966年）はフランスのオーボエ奏者。主にアメリカで活動した。

## 経歴
パリ近郊コンピェーニュに生まれ、パリ音楽院でジョルジュ・ジレーに師事、首席で卒業した。
その後アメリカに渡り、ウォルター・ダムロッシュ指揮のニューヨーク交響楽団（後にニューヨーク・フィルハーモニックと合併）を経て1912年からフィラデルフィア管弦楽団（指揮・レオポルド・ストコフスキー）首席オーボエ奏者。またカーティス音楽院教授を兼ねる。
第二次大戦後、パブロ・カザルス指揮のプラード音楽祭、ペルピニァン音楽祭にも数多く出演。1953年に退団してフランスに戻り、個人レッスンやリード材（ケーン）の栽培などに余生を送った。アメリカの殆どのオーボエ奏者が、何らかの形で彼の影響下にあると言われ、名教師として名を残している。

## 講義記録
晩年の1965－1966年にニースの自宅で録音された講義記録がCD化されている。
Boston Records BR1017CD 　

## 人物・逸話
ストコフスキーと強い信頼関係を持っていたが、後任のオーマンディとは、特に後期には軋轢が生じた。退団の際に今後の楽しみを訊かれ、「これからはオーマンディの指揮で演奏しないで済む事が余生の最大の楽しみ」と公言し、最後のリハーサルの後での挨拶では、皮肉に満ちたスピーチを行なったため、いたたまれなくなったオーマンディが席を外すといったエピソードもある。この二人の齟齬は、タビュトーの後任者であるジョン・デ・ランシーの時代まで引き継がれ、華やかなフィラデルフィア・サウンドの影の部分を物語る経緯である。

## アメリカのオーボエ・リード製作への影響
オーボエのリードは通常、奏者が自分の好みや主張に従って自作する事が多いが、その際に全体の長さの半分くらいの部分から表皮を削り取り（スクレープ）、残りの部分に手を付けない事が多い。しかし彼は全体の80％ほどにスクレープを施すスタイル（ロング・スクレープ）を好み、門下にも奨励した。その結果、20世紀前半以降、現代のアメリカ圏（カナダやプエルト・リコまで含む）では、このタイプが殆どを占め、「アメリカン・スタイル」として知られている。但し、近年ではヨーロッパ大陸でのスタイルとの折衷や互換性も復活する傾向にある。